# Malcolm Bruce Jackson
Pour les articles homonymes, voir Jackson.
Malcolm Bruce Jackson (1872-29 avril 1947) est un homme politique canadien de la Colombie-Britannique. Il est député provincial libéral de la circonscription britanno-colombienne de The Islands de 1916 à 1924.

## Biographie
Né à Woodville (en) en Ontario, Jackson s'installe à Winnipeg avec sa famille en 1880. Après avoir étudié à l'Université du Manitoba, il reçoit un diplôme en droit en 1908.
Défait après avoir briguer un poste à l'Assemblée législative du Manitoba en 1907, il est à nouveau défait durant l'élection fédérale de 1908 dans Marquette,.
Installé à Victoria en Colombie-Britannique en 1909, il entre au barreau de la Colombie-Britannique.
Défait en 1924, il est nommé conseiller spécial durant l'affaire Janet Smith (en). Il est ensuite président de la Game Conservation Board de la Colombie-Britannique.
Jackson meurt à Victoria. Son fils, Hugh Arthur Bruce Jackson, meurt en France durant la Première Guerre mondiale à l'âge de 19 ans.